# Samuel Crooks
Samuel Dickinson Crooks (16 de gener de 1908 - 3 de febrer de 1981) fou un futbolista anglès de la dècada de 1930.
Fou internacional amb la selecció d'Anglaterra entre 1930 i 1936. Destacà en el partit en que Anglaterra derrotà Espanya per 7-1, en el qual marcà dos gols, el 9 de desembre de 1931.
Quasi tota la seva carrera la passà a Derby County FC.